# 施梅爾茨巴赫河
50°46′48.83″N 7°26′1.48″E / 50.7802306°N 7.4337444°E
施梅爾茨巴赫河（德語：Schmelzbach），是德國的河流，位於該國西部，處於北萊茵-威斯特法倫州，屬於錫格河的支流，河道全長4.5公里，流域面積8.3平方公里。